# Mdexx GmbH
mdexx GmbH — немецкая компания. Производит трансформаторы SIDAC и промышленные вентиляторы SIVENT. 
Компания была основана в 2004 году путём выделения подразделения CD MD из состава Siemens Automation & Drives, однако основное производство компании основано в 1961 году на бывшей фабрике автомобилей Lloyd Motorenwerke как отдел двух берлинских фабрик Dynamowerk и Schaltwerk. Также компания имеет предприятия в чешском Трутнове  и китайских Сучжоу и Тяньцзине.